# Szenátus (Spanyolország)
A Szenátus (spanyolul: Senado de España  , magyar jelentése: Spanyolország Szenátusa) a spanyol törvényhozás, a Cortes Generales felsőháza. A Szenátusnak 265 tagja van, melyből 208 tagot közvetlen választáson választanak meg a többi 57 tagot az autonóm közösségek törvényhozásai delegálnak.

## Történelem
A Szenátus létrejötte Bourbon–Szicíliai Mária Krisztina spanyol királynéhoz kötődik, az ő uralkodása alatt 1837-ben elfogadott alkotmánynak köszönhetően. A Szenátus tagjai három kategóriából kerültek ki: a saját jogból levő szenátorok, örökös szenátorok és a megválasztott szenátorok.  A Képviselőházzal együtt az 1923-as puccs után felfüggesztette Miguel Primo de Rivera vezette kormány és csak 1978-ban állt vissza a Szenátus eredeti szerepe.

## Szenátorok megválasztása
A szenátorok megválasztását együtt tartják a képviselők választásával az általános választásokon. Ám a spanyol alkotmány 115. cikkelyének értelmében a miniszterelnök felkérheti a királyt hogy egyszerre csak a törvényhozás egy házának tagjait válasszák meg.

### Közvetlenül választott szenátorok
A közvetlenül választható szenátorok esetében az általános választójog érvényesül. Az országot 59 szenátusi választókerület osztották fel. A félszigeten elhelyezkedő  minden választókerület négy szenátort választhat meg, függetlenül az adott választókerület alá tartozó lakosság számarányától. A szigetek esetében más számokat határoztak meg. A Baleár- és a Kanári-szigetek nagyobb szigetein mint Mallorca, Gran Canaria-Tenerife esetében három szenátort, a kisebb szigetek, mint Ibiza- Menorca,Fuerteventura-La Gomera-Hierro-Lanzarote és La Palma esetében szigetenként egy szenátort választhatnak meg. A két spanyol enklávé Melilla és Ceuta két-két szenátort választhat meg.

### Autonóm közösségek által delegált szenátorok
A Spanyol Alkotmány 69.5-ös cikkelyének értelmében az autonóm közösségek törvényhozásai jogosultak 1 millió lakosonként egy újabb szenátort delegálni. Ez azt jelenti, hogy az 1 millió főnél kisebb lakosú közösségek csak 1 szenátort delegálhatnak ám ha a lakosság már 1 millió fő feletti akkor összesen 2 tagot. A legnépesebb Andalúzia 8,4 millió lakosával 9 tagot delegálhat a Szenátusba.

## Szenátus elnökei
| Tisztség        | Név                       | Párt neve                      |
| Elnök           | Andre Gil García          | Spanyol Szocialista Munkáspárt |
| Első alelnök    | Pedro Sanz                | Néppárt                        |
| Második alelnök | Joan Lerma                | Spanyol Szocialista Munkáspárt |
| Első titkár     | Luis Aznar                | Néppárt                        |
| Második titkár  | Adela Pedrosa             | Néppárt                        |
| Harmadik titkár | María Eugenia Iparragirre | Baszk Nacionalista Párt        |
| Negyedik titkár | Juan Carlos Raffo         | Spanyol Szocialista Munkáspárt |